# حزب الخضر اللبناني

شعار الحزب

حزب الخضر اللبناني هو حزب سياسي لبناني أخضر. أسس فيليب سكاف الحزب في أغسطس من عام 2008 وكان أول رئيس له.  ينصر حزب الخضر حماية البيئة، التنمية المستدامة، وحقوق الإنسان في لبنان، وهو أول حزب في لبنان يركز في المقام الأول على السياسة الخضراء.

## تاريخ
خيم نظام الطائفية السياسية والمحسوبيات وألقى بظلاله على الاهتمامات البيئية في لبنان التي كانت مؤجلة إلى اسفل جداول الأعمال السياسية على الرغم من أن صناعة السياحة في لبنان هي جزء رئيسي من اقتصاد البلاد الذي يعتمد اعتمادا كبيرا على المساحات الخضراء والأراضي المشجرة التي تميز لبنان عن الدول المجاورة.
تأسس حزب الخضر في لبنان في 20 آب / أغسطس 2008، خلال مؤتمر عقد في في فندق مونرو ,بيروت.جمع المؤتمر الذي دام ثلاث ساعات 65 شخصية من نخبة الشخصيات اللبنانية. قدم حزب ميثاقه، توجهاته السياسية والاقتصادية وخطة العمل التي تتبعها انتخابات 20 عضوامن المجلس التنفيذي. وانتخب المجلس التنفيذي فيليب سكاف، وهو المدير التنفيذي والإبداعي في شركة Grey Worldwide MENA، -- إحدى الشركات الرائدة في مجال الإعلانات—رئيسا للحزب.
في آذار / مارس 2009، أعلن حزب الخضر حالة الطوارئ البيئية، وأعلن عن الشروع في تنفيذ الاتفاق «البيئي». سكاف أعلن أن حزبه لن يقدم مرشحين في انتخابات 2009 العامة اللبنانية، مع ذلك شدد على أن الوثيقة ستقدم إلى كافة الأطراف السياسية اللبنانية من أجل دفعها إلى اعتمادهأهداف حزبه.

## الرؤساء
- فيليب إسكاف (2008 - 2011). [8][9][1]
- ندى زعرور (2011 - 2018). [9][10]
- توفيق سوق (2018 - حتى اليوم ) [11]

## الوصلات الخارجية
الموقع الرسمي